# Gatczyna Warszawska
Gatczyna Warszawska (ros. Гатчина-Варшавская, Варшавский вокзал) – stacja kolejowa w miejscowości Gatczyna, w rejonie gatczyńskim, w obwodzie leningradzkim, w Rosji. Położona jest na linii dawnej Kolei Warszawsko-Petersburskiej. Funkcję terminala pasażerskiego dla stacji spełnia Dworzec Warszawski.
Dworzec położony jest przy skrzyżowaniu ulic Karola Marksa i Czkałowa. W pobliżu dworca znajdują się przystanki licznych linii komunikacji miejskiej i podmiejskiej.

## Historia
Stacja powstała w 1853. Na XIX-wiecznej Kolei Warszawsko-Petersburskiej znajdowała się pomiędzy stacjami Sujda i Carskie Sioło.